# Tioliza
Tioliza je reakcija sa tiolom (R-SH) kojom se razlaže jedno jedinjenje u dva. Ova reakcija je slična hidrolizi, koja obuhvata vodu umesto tiola. Ova reakcija se odvija tokom β-oksidacije masnih kiselina. Depolimerizacija kondenzovanih tanina upotrebom benzil merkaptana kao nukleofila se takođe naziva tiolizom.